# Autostrada A37 (Niemcy)
Autostrada A37 (niem. Bundesautobahn 37 (BAB 37), także niem. Autobahn 37 (A 37)) – autostrada federalna w Niemczech przebiegająca przez teren Hanoweru od węzła Burgdorf na północny wschód od Hanoweru do skrzyżowania z autostradą A7 na południu miasta. Składa się z dwóch krótkich odcinków, rozdzielonych przez drogę ekspresową stanowiącą wspólny przebieg dróg B3 i B6. Na całej długości jest czteropasowa – posiada dwie jezdnie po dwa pasy ruchu.
Arteria posiada kilka nazw:
- Moorautobahn: Burgdorf – Hannover-Misburg
- Messeschnellweg (pol. Magistrala targowa): odcinek nie będący częścią autostrady: Hannover-Misburg – AD Hannover-Süd
- Messestutzen: Messegelände – AD Hannover-Süd[2].